# Canton de Galan
Pour les articles homonymes, voir Galan.
Le canton de Galan est un ancien canton français situé dans le département des Hautes-Pyrénées.

## Composition
Le canton de Galan regroupait onze communes et comptait 2 239 habitants en 2012.
| Communes        | Population (2012) | Code postal | Code Insee |
| --------------- | ----------------- | ----------- | ---------- |
| Bonrepos        | 188               | 65330       | 65097      |
| Castelbajac     | 130               | 65330       | 65128      |
| Galan           | 769               | 65330       | 65183      |
| Galez           | 145               | 65330       | 65184      |
| Houeydets       | 183               | 65330       | 65224      |
| Libaros         | 158               | 65330       | 65274      |
| Montastruc      | 288               | 65330       | 65318      |
| Recurt          | 201               | 65330       | 65376      |
| Sabarros        | 39                | 65330       | 65381      |
| Sentous         | 105               | 65330       | 65419      |
| Tournous-Devant | 128               | 65330       | 65449      |

## Représentation

### Conseillers généraux de 1833 à 2015
| Période           | Période           | Identité                                                 | Étiquette       | Qualité |
| ----------------- | ----------------- | -------------------------------------------------------- | --------------- | --- |
| 1833              | 1839              | Jacques Ferras                                           |                 | Propriétaire et négociant |
| 1839              | 1861              | Jean Boniface Castets                                    |                 | Notaire - Maire de Galan (1844-1865) |
| 1861              | 1870              | Arnaud Abbadie                                           |                 | Avocat puis conseiller à la Cour de Pau Propriétaire du château de Bonrepos                                                             |
| 1870              | 1901 (décès)      | Pierre Camille Castets (fils de J.B. Castets, 1835-1901) | Républicain     | Notaire, Maire de Galan |
| 1901              | 1902 (annulation) | Alexandre Labroquère                                     | Droite          | Avocat, Maire de Galan |
| 1902              | 1940              | Pierre Louis Castets (fils de P.Castets)                 | Rad.            | Avocat puis magistrat Maire de Galan (1904-1941) Nommé membre de la Commission administrative départementale en 1941                    |
|                   |                   |                                                          |                 | |
| 1943              | 1945              | Pierre Louis Castets (1874-1973)                         | Rad.            | Avocat, Président de chambre à la Cour de Cassation Président de la délégation spéciale de Galan Nommé conseiller départemental en 1943 |
|                   |                   |                                                          |                 | |
| 1945              | 1968 (décès)      | Georges Sabatier                                         | Rad.            | Notaire Maire de Galan (1945-1968) |
| 29 septembre 1968 | 1970              | Serge Podolsky (gendre du précédent, 1924-2003)          | Rad.            | Notaire |
| 1970              | 1991              | Louis Larrieu                                            | CD puis UDF-CDS | Cadre puis chômeur Adjoint au Maire de Tarbes (1977-1989)                                                                               |
| 1992              | 2008              | André Lapeyre                                            | UDF             | Garagiste Maire de Galan (1989-2008) |
| 2008              | 2015              | Jeanine Dubié                                            | PRG             | Fonctionnaire de catégorie A Députée (2012-2022)                                                                                        |

### Conseillers d'arrondissement (de 1833 à 1940)
| Période                                  | Période           | Identité                                               | Étiquette           | Qualité |
| ---------------------------------------- | ----------------- | ------------------------------------------------------ | ------------------- | --- |
| 1833                                     | 1839              | Vital Antoine François d'Abadie de Nodrest (1795-1876) |                     | Avocat à Tarbes                                                                                             |
|                                          |                   |                                                        |                     | |
| 1895                                     |                   | M. Porterie                                            | Républicain rallié  | Propriétaire à Bonrepos                                                                                     |
|                                          |                   |                                                        |                     | |
|                                          | 1903 (annulation) | Jean-Pierre Cadour                                     |                     | Vétérinaire à Galan                                                                                         |
|                                          |                   |                                                        |                     | |
| 1925                                     | 1940              | Pierre Ibos-Moundéou                                   | Républicain radical | |
| 1940                                     |                   |                                                        |                     | Les conseils d'arrondissement ont été suspendus par la loi du 12 octobre 1940 et n'ont jamais été réactivés |
| Les données manquantes sont à compléter. |                   |                                                        |                     | |